# Bemposta (Mogadouro)
Bemposta ist eine Kleinstadt (Vila) und Gemeinde in der Region Trás-os-Montes im Nordosten Portugals. Die Talsperre Bemposta liegt hier. Das Herrenhaus Solar dos Marcos aus dem 18. Jh., der Wasserfall der Cascata da Faia da Água Alta im Gemeindeort Lamoso, eine mittelalterliche Steinbrücke und mehrere Sakralbauten sind weitere Anziehungspunkte.
Bemposta liegt im Parque Natural do Douro Internacional, einem geschützten Naturpark entlang des grenzbestimmenden Abschnittes des Douro. Wanderwege und Lehrpfade führen auch durch die Gemeinde Bemposta.
Die Arte chocalheira (seit 2015 immaterielles Kulturerbe der UNESCO) ist hier noch lebendig, etwa in karnevalsähnlichen Umzügen zu Dorffesten. Mit der Stocktanzgruppe Pauliteiros de Bemposta wird hier eine weitere alte Tradition der Region wachgehalten.

## Geschichte
Funde zeigen eine jungsteinzeitliche Besiedlung im Gemeindegebiet bis in die Castrokultur, insbesondere am Castro Oleiros. weitere gefundene Hinweise wie Grabstätten und Münzen deuten auf eine weitergehende Präsenz in römischer Zeit. Der heutige Ort entstand wahrscheinlich im Verlauf der mittelalterlichen Reconquista und trug den Namen Pereinha. Mehrmals erlitt der Ort Eroberungsversuche durch das benachbarte Königreich Kastilien. Ab 1279 befestigte König D. Dinis den Grenzort mit einer Burganlage, und seit dem Vertrag von Alcañices 1297 entwickelte sich der Ort dann stärker weiter.
Von König D. Dinis erhielt der Ort, dann unter seinem heutigen Namen, am 15. Juni 1315 erste Stadtrechte (Foral) und wurde Sitz eines eigenen Kreises. König D. Manuel I. erneuerte  am 4. Mai 1512 die Stadtrechte. In den Registern von 1706 hatte der Ort 200 Einwohner, 1758 waren es 160.
Bis 1759 war Bemposta der Familie der Távoras abgabepflichtig, nach deren Auflösung („Távora-Affäre“ um Francisco de Assis de Távora, dritter und letzter Marquês de Távora) wurde es direkt der Krone unterstellt. Verwaltet wurde der eigenständige Kreis Bemposta weiterhin vom Gerichtssitz Miranda do Douro aus.
Im Zuge der Verwaltungsreformen nach der Liberalen Revolution ab 1821 und dem folgenden Miguelistenkrieg wurde der Kreis Bemposta 1836 aufgelöst und ist seither eine Gemeinde des Kreises Mogadouro.
1957 begann man im Gemeindegebiet mit dem Bau einer Talsperre, die 1964 fertiggestellt wurde. In den 2000er-Jahren wurde dazu ein Windpark in der Gemeinde errichtet.

## Verwaltung
Bemposta ist Sitz einer gleichnamigen Gemeinde (Freguesia) im Kreis (Concelho) von Mogadouro im Distrikt Bragança. In ihr leben 497 Einwohner auf einer Fläche von 38 km² (Stand 19. April 2021).
Folgende Ortschaften liegen in der Gemeinde:
- Bemposta (566 Einwohner)
- Cardal do Douro (24 Einwohner)
- Lamoso (12 Einwohner)

## Söhne und Töchter
- Manuel Martins Manso (1793–1871), Bischof von Funchal und von Guarda
- Margarida Cordeiro (* 1938), Regisseurin und Psychiaterin